# Givenchy-le-Noble
Givenchy-le-Noble est une commune française située dans le département du Pas-de-Calais en région Hauts-de-France. Ses habitants sont appelés les Givenciens.
La commune fait partie de la communauté de communes des Campagnes de l'Artois qui regroupe 96 communes et compte 33 141 habitants en 2021.

## Géographie

### Localisation
Localisée dans le sud-est du département du Pas-de-Calais, Givenchy-le-Noble est une commune située, à vol d'oiseau, à 3 km au nord-ouest de la commune d'Avesnes-le-Comte et à 19 km à l'ouest de la commune d’Arras (chef-lieu d'arrondissement et préfecture du Pas-de-Calais).
Le territoire de la commune est limitrophe de ceux de quatre communes.
Les communes limitrophes sont Villers-Sir-Simon, Lignereuil, Manin et Ambrines.

### Géologie et relief
La superficie de la commune est de 2,52 km2 ; son altitude varie de 120  à   147 mètres.

### Hydrographie
La commune est située dans le bassin Artois-Picardie. Elle n'est drainée par aucun cours d'eau,.

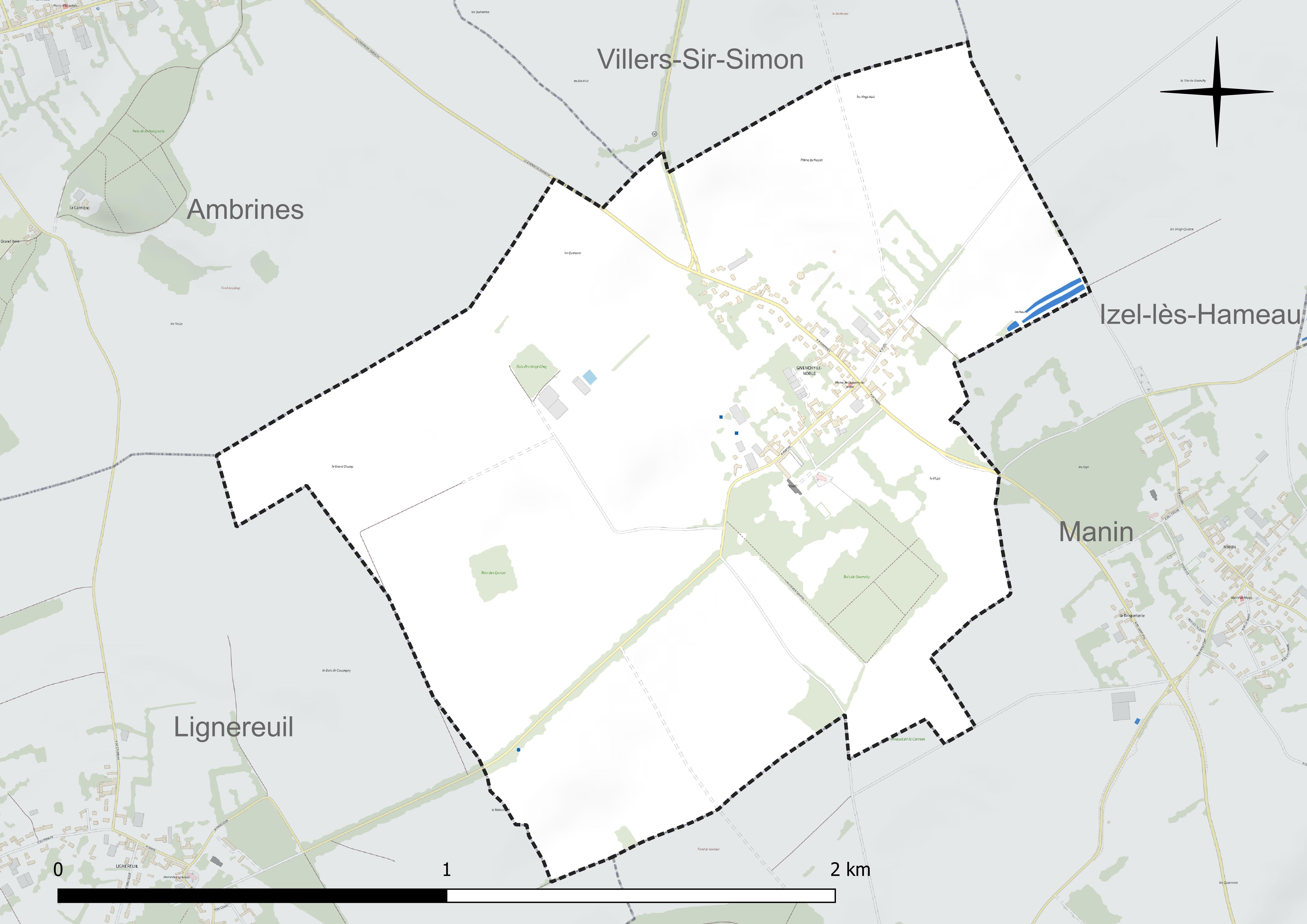
Réseau hydrographique de Givenchy-le-Noble.

### Climat
Pour des articles plus généraux, voir Climat des Hauts-de-France et Climat du Pas-de-Calais.
En 2010, le climat de la commune est de type climat océanique dégradé des plaines du Centre et du Nord, selon une étude du CNRS s'appuyant sur une série de données couvrant la période 1971-2000. En 2020, Météo-France publie une typologie des climats de la France métropolitaine dans laquelle la commune est exposée à un climat océanique et est dans la région climatique Côtes de la Manche orientale, caractérisée par un faible ensoleillement (1 550 h/an) ; forte humidité de l'air (plus de 20 h/jour avec humidité relative > 80 % en hiver), vents forts fréquents.
Pour la période 1971-2000, la température annuelle moyenne est de 10,1 °C, avec une amplitude thermique annuelle de 13,8 °C. Le cumul annuel moyen de précipitations est de 851 mm, avec 12,7 jours de précipitations en janvier et 9,4 jours en juillet. Pour la période 1991-2020, la température moyenne annuelle observée sur la station météorologique la plus proche, située sur la commune de Saulty à 10 km à vol d'oiseau, est de 10,4 °C et le cumul annuel moyen de précipitations est de 899,7 mm,. Pour l'avenir, les paramètres climatiques de la commune estimés pour 2050 selon différents scénarios d'émission de gaz à effet de serre sont consultables sur un site dédié publié par Météo-France en novembre 2022.

### Paysages
Pour un article plus général, voir Paysage en France.
La commune est située dans le paysage régional des grands plateaux artésiens et cambrésiens tel que défini dans l'atlas des paysages de la région Nord-Pas-de-Calais, conçu par la direction régionale de l'Environnement, de l'Aménagement et du Logement (DREAL),. Ce paysage régional, qui concerne 238 communes, est dominé par les « grandes cultures » de céréales et de betteraves industrielles qui représentent 70 % de la surface agricole utilisée (SAU).

#### Espèces faunistiques et floristiques
Le site de l'Inventaire national du patrimoine naturel (INPN) recense 234 espèces faunistiques et floristiques sur le territoire de la commune dont 9 protégées et 7 taxons (espèces et sous-espèces) menacées et quasi-menacées.

## Urbanisme

### Typologie
Au 1er janvier 2024, Givenchy-le-Noble est catégorisée commune rurale à habitat dispersé, selon la nouvelle grille communale de densité à sept niveaux définie par l'Insee en 2022.
Elle est située hors unité urbaine. Par ailleurs la commune fait partie de l'aire d'attraction d'Arras, dont elle est une commune de la couronne,. Cette aire, qui regroupe 163 communes, est catégorisée dans les aires de 50 000 à moins de 200 000 habitants,.

### Occupation des sols
L'occupation des sols de la commune, telle qu'elle ressort de la base de données européenne d'occupation biophysique des sols Corine Land Cover (CLC), est marquée par l'importance des territoires agricoles (100 % en 2018), une proportion identique à celle de 1990 (100 %). La répartition détaillée en 2018 est la suivante : 
terres arables (69,1 %), zones agricoles hétérogènes (16,3 %), prairies (14,5 %). L'évolution de l'occupation des sols de la commune et de ses infrastructures peut être observée sur les différentes représentations cartographiques du territoire : la carte de Cassini (XVIIIe siècle), la carte d'état-major (1820-1866) et les cartes ou photos aériennes de l'IGN pour la période actuelle (1950 à aujourd'hui).

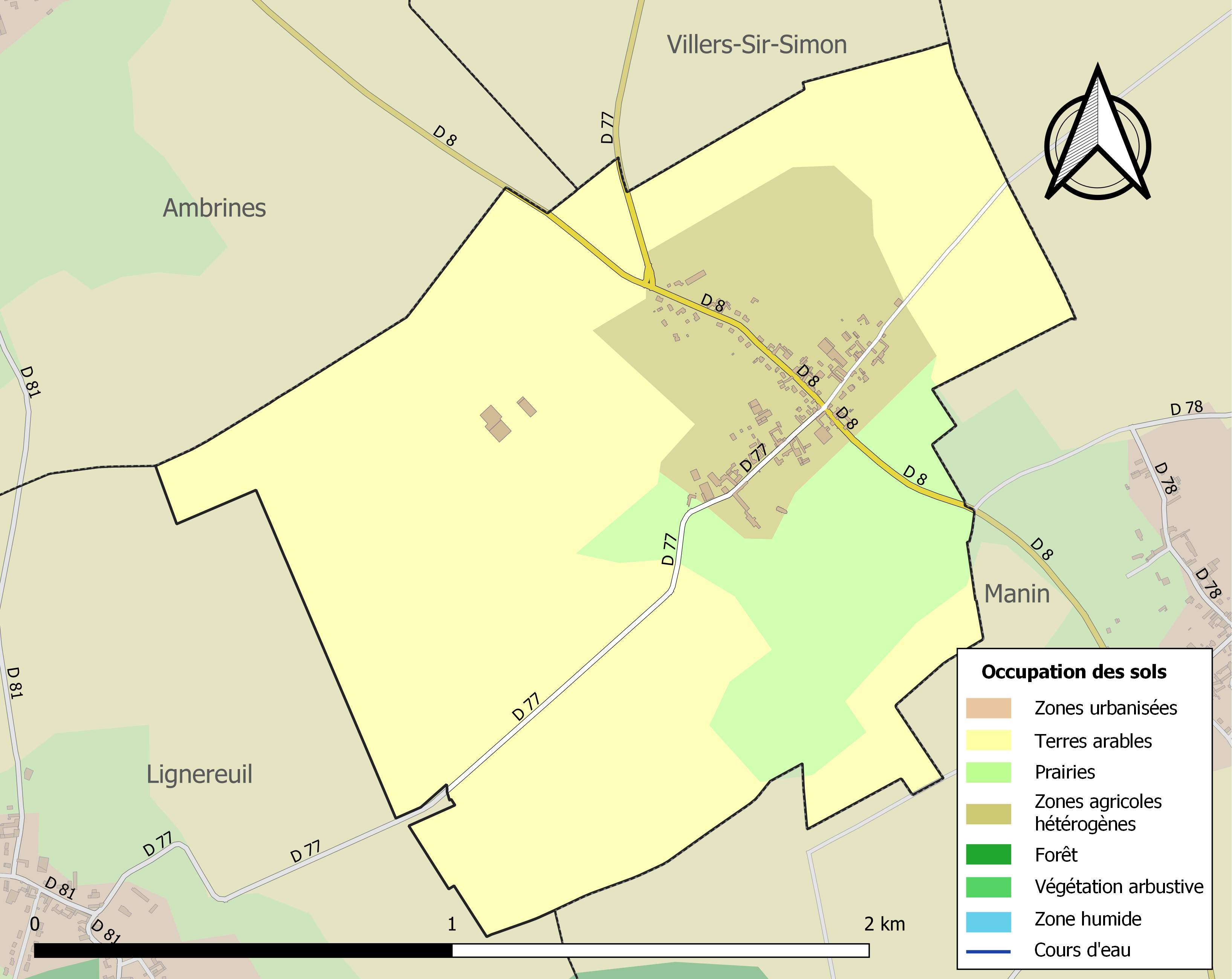
Carte des infrastructures et de l'occupation des sols de la commune en 2018 (CLC).

### Voies de communication et transports

#### Voies de communication
La commune est desservie par les routes départementales D 8 et D 77.

#### Transport ferroviaire
La commune se trouve à 7 km au sud de la gare de Tincques, située sur la ligne d'Arras à Saint-Pol-sur-Ternoise, desservie par des trains TER Hauts-de-France.

## Toponymie
Le nom de la localité est attesté sous les formes Juvenci en 1104), Juvenchi vers 1136, Juvenci en Ternois en 1261, Gyvenchi en 1273, Juvenchiacum en 1273, Gievenci au XIIIe siècle, Gyvenchis au XIVe siècle, Givenchy lès Avesnes en 1515, Guienchy-le-Noble [lire : Givenchy (1720), Givenchy en 1793 ; Givenchy et Givenchy-le-Noble depuis 1801.

## Histoire
Lors de la bataille de l'Artois (mai-juin 1915), un des affrontements de la Première Guerre mondiale, Givenchy-le-Noble située à l'arrière du front, accueille des soldats relevés du front fin mai début juin 1915. Pendant cette période de cantonnement, les troupes récupèrent, se livrent à des opérations de nettoyage de leurs équipements et suivent des périodes d'instruction, d'entrainement à la marche… D'autres villages des environs, Beaufort-Blavincourt, Tilloy-lès-Hermaville, Beaudricourt, Sus-Saint-Léger, servent également de lieu de cantonnement en juin 1915 pendant cette bataille.

## Politique et administration

### Découpage territorial
La commune se trouve, depuis 1926, dans l'arrondissement d'Arras du département du Pas-de-Calais, auparavant, depuis 1801, elle se trouvait dans l'arrondissement de Saint-Pol

#### Commune et intercommunalités
La commune est membre de la communauté de communes des Campagnes de l'Artois.

#### Circonscriptions administratives
La commune est rattachée au canton d'Avesnes-le-Comte, depuis 1801.

#### Circonscriptions électorales
Pour l'élection des députés, la commune fait partie de la première circonscription du Pas-de-Calais.

### Élections municipales et communautaires

#### Liste des maires
| Période                                  | Période                    | Identité          | Étiquette | Qualité                         |
| ---------------------------------------- | -------------------------- | ----------------- | --------- | ------------------------------- |
| Les données manquantes sont à compléter. |                            |                   |           |                                 |
| 1878                                     | 1892                       | Émile Courcol     |           |                                 |
| 1892                                     | 1896                       | Victor Ledru      |           |                                 |
| 1896                                     | 1909                       | Émile Courcol     |           |                                 |
| 1809                                     |                            | Jules Courcol     |           |                                 |
| mars 2001                                | 2008                       | Alain Laversin    | UMP       |                                 |
| mars 2008                                | 2020                       | Jean Monchy       |           | Réélu pour le mandat 2014-2020, |
| 3 juillet 2020                           | En cours (au 10 mars 2022) | Philippe Lefebvre |           | Ancien agriculteur exploitant,  |

## Équipements et services publics

### Justice, sécurité, secours et défense
La commune dépend du tribunal judiciaire d'Arras, du conseil de prud'hommes d'Arras, de la cour d'appel de Douai, du tribunal de commerce d'Arras, du tribunal administratif de Lille, de la cour administrative d'appel de Douai, du pôle nationalité du tribunal judiciaire d'Arras et du tribunal pour enfants d'Arras.

## Population et société

### Démographie
Les habitants de la commune sont appelés les Givenciens.

#### Évolution démographique
L'évolution du nombre d'habitants est connue à travers les recensements de la population effectués dans la commune depuis 1793. Pour les communes de moins de 10 000 habitants, une enquête de recensement portant sur toute la population est réalisée tous les cinq ans, les populations de référence des années intermédiaires étant quant à elles estimées par interpolation ou extrapolation. Pour la commune, le premier recensement exhaustif entrant dans le cadre du nouveau dispositif a été réalisé en 2008.

En 2022, la commune comptait 152 habitants, en évolution de +0,66 % par rapport à 2016 (Pas-de-Calais : −0,72 %, France hors Mayotte : +2,11 %).
| 1793 | 1800 | 1806 | 1821 | 1831 | 1836 | 1841 | 1846 | 1851 |
| ---- | ---- | ---- | ---- | ---- | ---- | ---- | ---- | ---- |
| 162  | 191  | 174  | 219  | 214  | 224  | 236  | 239  | 239  |

| 1856 | 1861 | 1866 | 1872 | 1876 | 1881 | 1886 | 1891 | 1896 |
| ---- | ---- | ---- | ---- | ---- | ---- | ---- | ---- | ---- |
| 218  | 215  | 210  | 214  | 197  | 194  | 204  | 182  | 178  |

| 1901 | 1906 | 1911 | 1921 | 1926 | 1931 | 1936 | 1946 | 1954 |
| ---- | ---- | ---- | ---- | ---- | ---- | ---- | ---- | ---- |
| 177  | 171  | 169  | 137  | 144  | 146  | 137  | 179  | 123  |

| 1962 | 1968 | 1975 | 1982 | 1990 | 1999 | 2006 | 2008 | 2013 |
| ---- | ---- | ---- | ---- | ---- | ---- | ---- | ---- | ---- |
| 138  | 144  | 134  | 160  | 158  | 146  | 142  | 141  | 152  |

| 2018 | 2022 | - | - | - | - | - | - | - |
| ---- | ---- | - | - | - | - | - | - | - |
| 150  | 152  | - | - | - | - | - | - | - |

#### Pyramide des âges
En 2018, le taux de personnes d'un âge inférieur à 30 ans s'élève à 32,7 %, soit en dessous de la moyenne départementale (36,7 %). À l'inverse, le taux de personnes d'âge supérieur à 60 ans est de 28,6 % la même année, alors qu'il est de 24,9 % au niveau départemental.
En 2018, la commune comptait 72 hommes pour 78 femmes, soit un taux de 52,00 % de femmes, légèrement supérieur au taux départemental (51,50 %).
Les pyramides des âges de la commune et du département s'établissent comme suit.
| Hommes | Classe d’âge | Femmes |
| ------ | ------------ | ------ |
| 0,0    | 90 ou +      | 1,3    |
| 5,6    | 75-89 ans    | 7,7    |
| 19,4   | 60-74 ans    | 23,1   |
| 25,0   | 45-59 ans    | 12,8   |
| 20,8   | 30-44 ans    | 19,2   |
| 9,7    | 15-29 ans    | 15,4   |
| 19,4   | 0-14 ans     | 20,5   |

| Hommes | Classe d’âge | Femmes |
| ------ | ------------ | ------ |
| 0,5    | 90 ou +      | 1,6    |
| 5,6    | 75-89 ans    | 8,9    |
| 16,7   | 60-74 ans    | 18,1   |
| 20,2   | 45-59 ans    | 19,2   |
| 18,9   | 30-44 ans    | 18,1   |
| 18,2   | 15-29 ans    | 16,2   |
| 19,9   | 0-14 ans     | 17,9   |

## Culture locale et patrimoine

### Lieux et monuments

#### Monument historique
- Le château de Givenchy-le-Noble (façades, toitures, grille d'entrée et ses pilastres) fait l'objet d'une inscription partielle au titre des monuments historiques depuis le 12 mai 1976[35]. Le château a été construit en 1716 par François de Lelès conseiller aux Aides d'Artois dont les armoiries sont visibles au fronton. Au milieu du XVIIIe siècle, il est acheté par César Taffin, il est vendu comme bien national à la Révolution. En 1806, le comte de Tramecourt l'achète.

#### Autres lieux et monuments
- Une double rangée de tilleuls est implantée depuis 1850 de chaque côté de la route reliant le château de Givenchy et le château de Lignereuil, sur plus de deux kilomètres.
- Le monument aux morts[36].
- L'église Sainte-Brigude, datant du XVIIe siècle[37]. Elle conserve treize éléments patrimoniaux, répertoriés dans la base Palissy, dont deux sont classés au titre d'objet des monuments historiques[38].

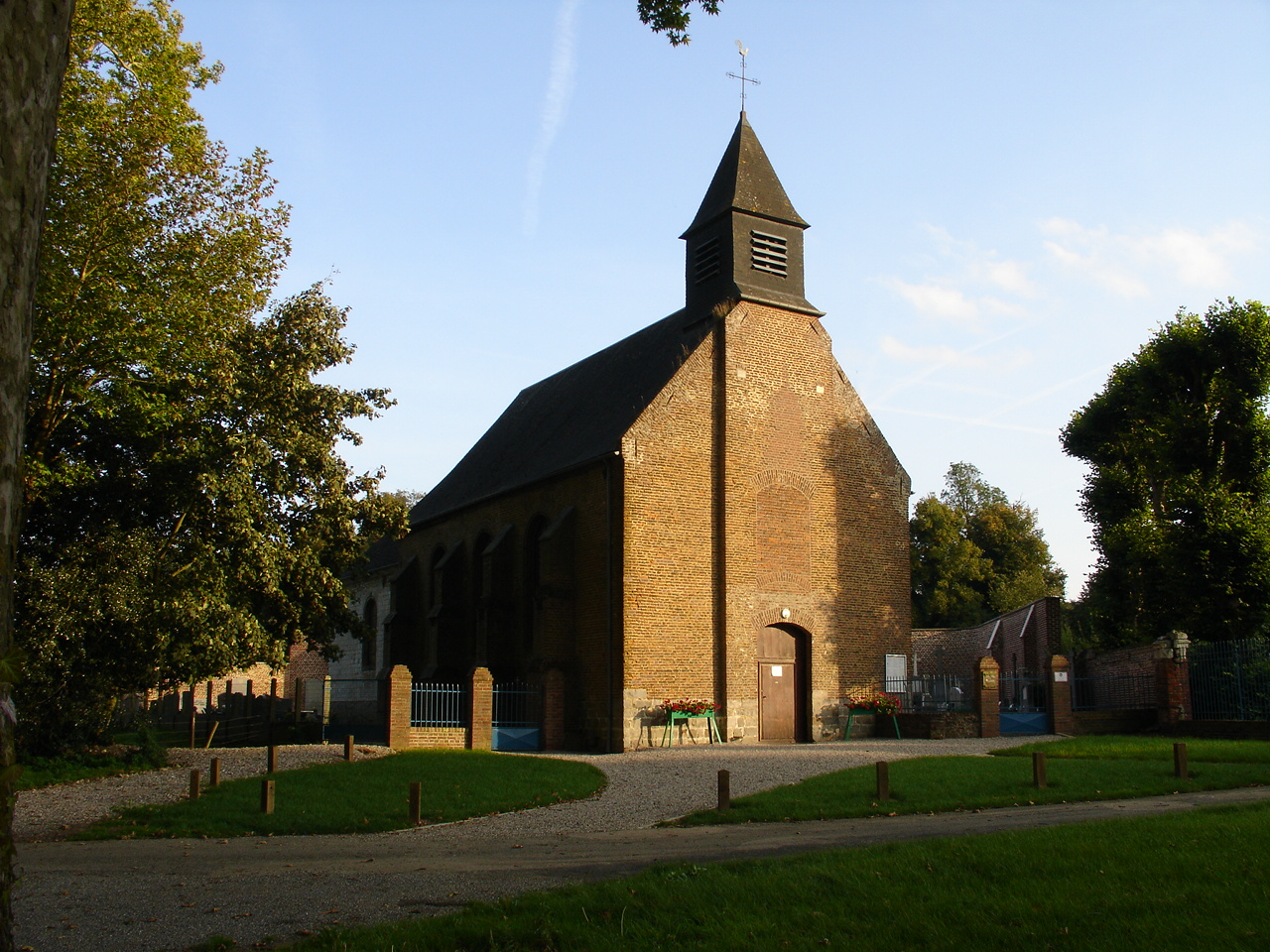
L'église Sainte-Brigude.
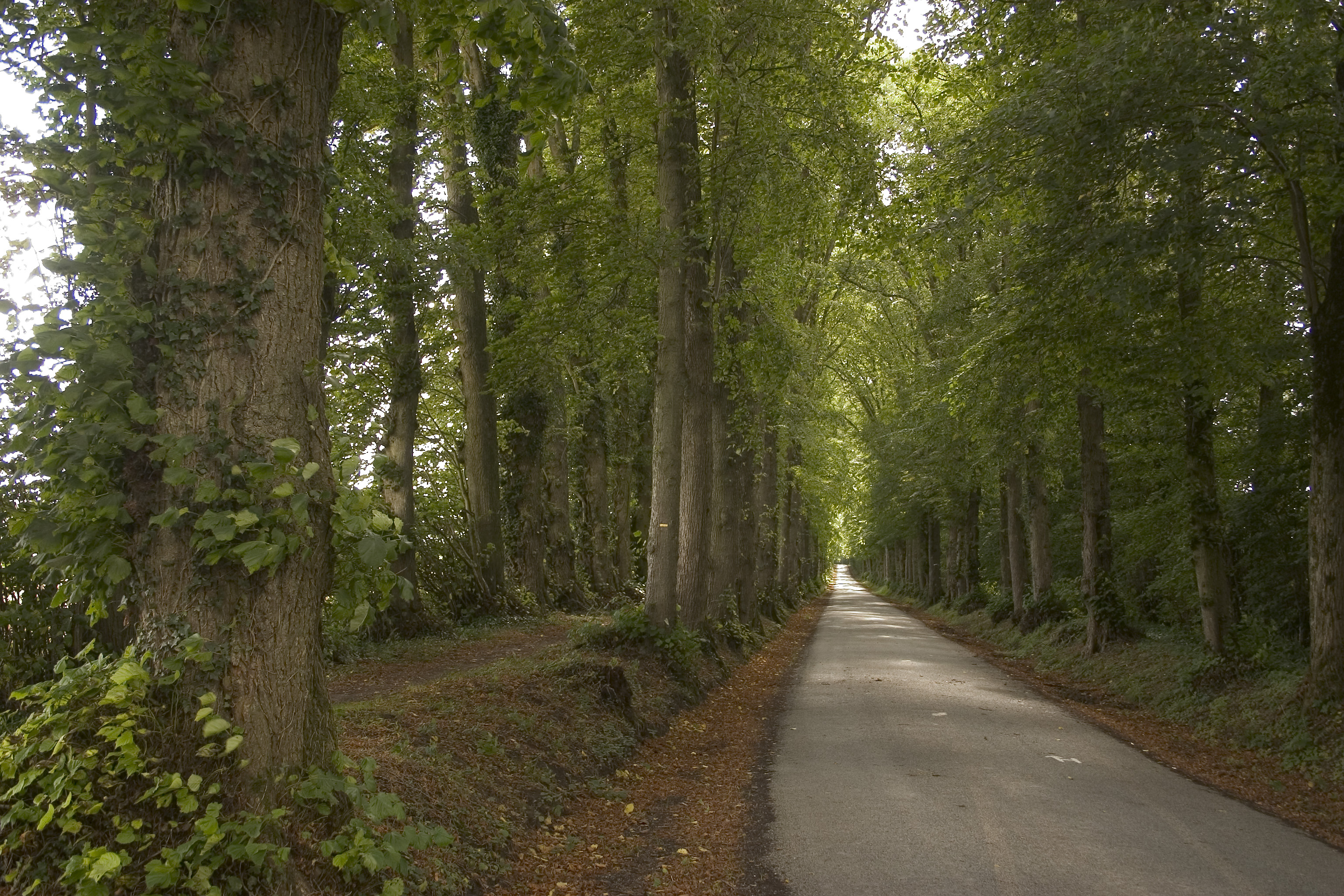
La double rangée de tilleuls menant au château.
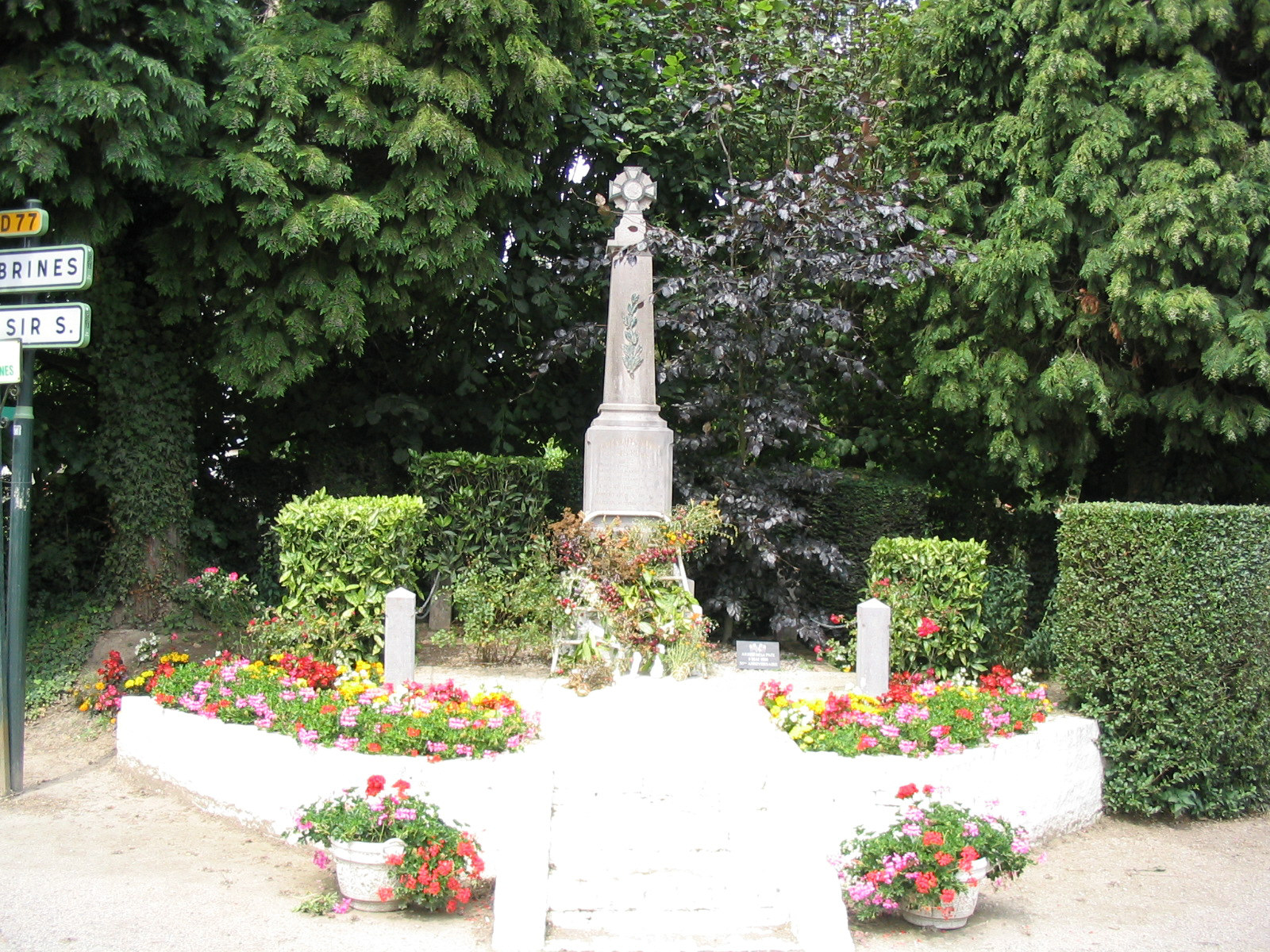
Le monument aux morts.

### Héraldique, logotype et devise
| Blason de Givenchy-le-Noble | Blason  | De sinople à la fasce d'azur, bordée d'argent, chargée d'un mouton paissant d'argent colleté de sable, accompagnée en chef d'un croissant versé accosté de deux étoiles, le tout d'argent. |
| Blason de Givenchy-le-Noble | Détails | * Il y a là non-respect de la règle de contrariété des couleurs : ces armes sont fautives (sinople sur azur). Le statut officiel du blason reste à déterminer.                             |

## Pour approfondir